# Liên kết sigma

Liên kết σ giữa hai nguyên tử

Các obitan nguyên tử và phân tử electron, cho thấy giữa các obitan liên kết sigma của hai obitan s và liên kết sigma của hai obitan p

Liên kết sigma là liên kết hóa học được hình thành do sự xen phủ trục, do đó hai nguyên tử ở hai đầu liên kết có thể quay quanh trục một cách tự do.
Liên kết này rất bền nên rất khó xảy ra các phản ứng phân cắt liên kết sigma (trừ trường hợp nhiệt độ rất cao).
Nếu giữa 2 nguyên tử có từ 2 liên kết trở lên (gọi là liên kết bội) thì chỉ có 1 liên kết sigma, còn lại là liên kết pi
+ Sự phân cực của liên kết sigma:
-Khi hai nguyên tử đồng nhất liên kết với nhau bằng liên kết sigma thì không xảy ra sự phân cực. Vd: H-H;Cl-Cl.
- Trái lại, khi 2 nguyên tử không đồng nhất với nhau mà liên kết với nhau bằng liên kết sigma thì sẽ xảy ra sự phân cực về phía nguyên tử của nguyên tố nào có sự âm điện lớn hơn. Làm xuất hiện một đầu mang điện tích âm (sigma -), và một đầu mang điện tích dương(sigma +).